# Бланзак (Горња Вијена)
Бланзак (фр. Blanzac) насеље је и општина у централној Француској у региону Лимузен, у департману Горња Вијена која припада префектури Белак.
По подацима из 2011. године у општини је живело 497 становника, а густина насељености је износила 21,15 становника/km². Општина се простире на површини од 23,5 km². Налази се на средњој надморској висини од 272 метара (максималној 283 m, а минималној 179 m).

## Демографија
| 1962. | 1968. | 1975. | 1982. | 1990. | 1999. | 2011. |
| ----- | ----- | ----- | ----- | ----- | ----- | ----- |
| 454   | 495   | 445   | 417   | 452   | 414   | 497   |

График промене броја становника у току последњих година